# A Nap könnyei
A Nap könnyei (eredeti cím: Tears of the Sun) 2003-ban bemutatott amerikai háborús akciófilm, melyet Antoine Fuqua rendezett. A főbb szerepekben Bruce Willis és Monica Bellucci látható.

## Cselekmény
A.K. Waters hadnagy vezetésével Navy SEAL (haditengerészeti különleges alakulat) osztag indul Nigériába, miután az ország demokratikus kormányzata összeomlik és egy katonai diktátor veszi át az uralmat. Küldetésük kimenekíteni az Egyesült Államok polgárát, dr. Lena Kendricks misszionáriust, aki kórházat tart fenn az afrikai országban. Megtagadva a parancsot, az egység megmenti a lakosok egy csoportját is, ennek következményeképp a felkelő erők üldözőbe veszik őket a dzsungelen át. 
Végül kiderül, hogy a menekültek egyike az elnöki család egyetlen túlélője, akit a felkelők holtan akarnak tudni. A csapat és a menekültek kénytelenek a kameruni országhatár felé venni az irányt – nyomukban az ellenséggel, akiket semmi sem állíthat meg abban, hogy végezzenek Watersszel, annak embereivel és a civilekkel.

## Szereplők
| Szerep                   | Színész           | Magyar hang       |
| ------------------------ | ----------------- | ----------------- |
| A.K. Waters hadnagy      | Bruce Willis      | Szakácsi Sándor   |
| Dr. Lena Fiore Kendricks | Monica Bellucci   | Kováts Adél       |
| James 'Red' Atkins       | Cole Hauser       | Fekete Ernő Tibor |
| Ellis 'Zee' Pettigrew    | Eamonn Walker     | Szabó Győző       |
| Kelly Lake               | Johnny Messner    | Király Attila     |
| Michael 'Slo' Slowenski  | Nick Chinlund     | Fazekas István    |
| Bill Rhodes kapitány     | Tom Skerritt      | Áron László       |
| Grace nővér              | Fionnula Flanagan | Szabó Éva         |

## Érdekességek
- Egy kaszkadőr életét vesztette a forgatás alatt egy ejtőernyős jelenet felvételekor Oceanónál, Kaliforniában. Nyolc másik társával ugrott 14000 láb magasságból, azonban a partok helyett 300 yard távolságban landolt a tengeren, és megfulladt.[3]
- A film címe a Die Hard 4 alcímeként volt számon tartva annak a filmnek a stúdiójánál. Mivel a projekt még csak kezdeti státuszban tartott, Bruce Willis engedélyt kért a stúdiótól, hogy felhasználhassa a címet ezen produkcióhoz, s cserébe elkötelezte magát a Live Free of Die Hardhoz.[3]
- A filmben Emerson késeket használnak. Ez a típus kézzel készül, s rendkívül népszerű a törvény erőinek és katonai közösségek körében.[3]
- A forgatáson használt U.S. Navy SH–60B Seahawk helikopterek a hawaii Kaneohe Marine Corps Base Oahu-n állomásozó HSL-37 "Easy Riders"-től vannak.[3]
- Ez az első film, melyet a USS Harry S. Truman elnevezésű Nimitz-osztályú nukleáris repülőgép-hordozón forgattak.[3]
- A forgatás kezdetekor az összes színésztől, aki Navy SEAL-t játszott, azt kérték, hogy mindig a karakterük neveivel szóljanak egymáshoz, még a kamerákon kívül is, hogy így segítsék elő a katonák között szokásos kapcsolat elsajátítását.[3]
- Az összes Navy SEAL-t alakító színész kéthetes felkészítőtáboron vett részt.[3]